# Yoldia myalis
Yoldia myalis is een tweekleppigensoort uit de familie van de Yoldiidae. De wetenschappelijke naam van de soort is voor het eerst geldig gepubliceerd in 1838 door Couthouy.

## Synoniemen
- Nucula cascöensis Mighels & C. B. Adams, 1842
- Nucula myalis Couthouy, 1838
- Yoldia vancouverensis Smith, 1880

## Voorkomen
De soort komt voor langs de Atlantische kust van Noord-Amerika van Labrador tot Massachusetts, en langs de kust van Alaska.

## Opmerking
De in het Noordzeebekken aanwezige uitgestorven soort Yoldia oblongoides werd vroeger abusievelijk beschouwd tot Yoldia myalis te behoren.